# Datterselskab
Et datterselskab er en virksomhed, der ejes eller kontrolleres af en anden virksomhed, som kaldes et moderselskab eller holdingselskab.
Datterselskaber er almindeligt forekommende i erhvervslivet og alle multinationale selskaber organiserer deres forretninger på den måde. Der er ofte flere niveauer med datterselskaber, et datterselskab kan være moderselskab til et andet datterselskab, som er moderselskab til et tredje datterselskab, osv.

## Filialer
Filialer kendes især fra bank-verden, hvor hovedsædet som regel ligger i en større byen, og filialerne er spredt ud i landet.